# Jocs Europeus en pista coberta de 1966
Els Jocs Europeus en pista coberta de 1966 (en alemany: Europäischen Hallenspiele) fou la primera edició del que posteriorment s'anomenaria Campionat d'Europa d'atletisme en pista coberta. Aquests Jocs tingueren lloc a la ciutat de Dortmund (República Federal d'Alemanya, actualment Alemanya) i tingueren lloc el 27 de març de 1966, esdevenint l'única ocasió en què els Campionats han durat únicament un dia.
La competició tingué lloc al Westfalenhallen, la pista tingué una llargada de 160 metres.

## Participants
- Àustria (1)
- Bèlgica (13)
- Dinamarca (3)
- Espanya (6)
- França (11)
- Grècia (2)
- Hongria (8)
- Irlanda (2)
- Islàndia (1)
- Itàlia (12)
- Iugoslàvia (11)
- Noruega (4)
- Països Baixos (2)
- Regne Unit (8)
- RDA (8)
- RFA (40)
- Romania (3)
- Suècia (8)
- Suïssa (9)
- Turquia (2)
- Txecoslovàquia (19)
- Unió Soviètica (13)

## Proves

### Categoria masculina
| Esdeveniment              | Or                                                                  | Or     | Plata                                                                      | Plata  | Bronze                                                                              | Bronze                        |
| 60 metres llisos detalls  | Barrie Kelly (GBR)                                                  | 6.6    | Heinz Erbstößer (GDR)                                                      | 6.6    | Viktor Kasatkin (URS)                                                               | 6.6                           |
| 400 metres llisos detalls | Hartmut Koch (GDR)                                                  | 47.9   | Manfred Kinder (FRG)                                                       | 48.3   | Vasyl Anisimov (URS)                                                                | 49.0                          |
| 800 metres llisos detalls | Noel Carroll (IRL)                                                  | 1:49.7 | Tomáš Jungwirth (TCH)                                                      | 1:50.8 | Herbert Missalla (FRG)                                                              | 1:51.0                        |
| 1500 metres detalls       | John Whetton (GBR)                                                  | 3:43.8 | Oleg Rayko (URS)                                                           | 3:46.7 | Ulf Högberg (SWE)                                                                   | 3:47.2                        |
| 3000 metres detalls       | Harald Norpoth (FRG)                                                | 7:56.0 | Siegfried Herrmann (GDR)                                                   | 7:57.2 | István Kiss (HUN)                                                                   | 8:05.0                        |
| 60 metres tanques detalls | Eddy Ottoz (ITA)                                                    |        | Michael Parker (GBR)                                                       | 7.8    | Hinrich John (FRG)                                                                  | 7.9                           |
| relleus 4x320 m detalls   | RFAJörg Jüttner · Rainer Kunter · Hans Reinermann · Jens Ulbrich    | 2:30.1 | TxecoslovàquiaMiroslav Veruk · Juraj Demeč · Ladislav Kriz · Josef Trousil | 2:31.0 | Només finalitzaren dos equips                                                       | Només finalitzaren dos equips |
| relleus 1600 m detalls    | RFALeonhard Händl · Werner Krönke · Rolf Krüsmann · Jürgen Schröter | 3:22.0 | ItàliaBruno Bianchi · Ito Giani · Sergio Ottolina · Sergio Bello           | 3:22.2 | BèlgicaWerner Oijzers · Willy Vandewyngaerden · Georges Wijnants · Albert van Hoorn | 3:27.2                        |
| Salt d'alçada detalls     | Valeriy Skvortsov (URS)                                             | 2.17   | Wolfgang Schillkowski (FRG)                                                | 2.11   | Kjell-Åke Nilsson (SWE)                                                             | 2.08                          |
| Salt amb perxa detalls    | Hennadiy Bleznitsov (URS)                                           | 4.90   | Rudolf Tomášek (TCH)                                                       | 4.80   | Rainer Liese (FRG)                                                                  | 4.70                          |
| Salt de llargada detalls  | Íhor Ter-Ovanessian (URS)                                           | 8.23   | Armin Baumert (FRG)                                                        | 7.79   | Jochen Eigenherr (FRG)                                                              | 7.63                          |
| Triple salt detalls       | Şerban Ciochină (ROM)                                               | 16.43  | Michael Sauer (FRG)                                                        | 16.35  | Petr Nemsovský (TCH)                                                                | 16.28                         |
| Llançament de pes detalls | Vilmos Varjú (HUN)                                                  | 19.05  | Dieter Hoffmann (GDR)                                                      | 18.25  | Jiří Skobla (TCH)                                                                   | 18.08                         |

### Categoria femenina
| Event                     | Or                                                                    | Or     | Plata                                                                           | Plata  | Bronze                                                                            | Bronze |
| 60 metres llisos detalls  | Margit Nemesházi (HUN)                                                | 7.3    | Galina Mitrokhina (URS)                                                         | 7.3    | Mary Rand (GBR)                                                                   | 7.4    |
| 400 metres llisos detalls | Helga Henning (FRG)                                                   | 56.9   | Libuše Macounová (TCH)                                                          | 57.2   | Maeve Kyle (IRL)                                                                  | 57.3   |
| 800 metres llisos detalls | Zsuzsa Szabó-Nagy (HUN)                                               | 2:07.9 | Karin Kessler (FRG)                                                             | 2:10.8 | Marie Ingrová (TCH)                                                               | 2:11.6 |
| 60 metres tanques detalls | Irina Press (URS)                                                     | 8.1    | Gundula Diel (GDR)                                                              | 8.4    | Inge Schell (FRG)                                                                 | 8.4    |
| relleus 4x160 m detalls   | RFARenate Meyer · Erika Rost · Hannelore Trabert · Kirsten Roggenkamp | 1:18.4 | IugoslàviaLjiljana Petnjarić · Marijana Lubej · Jelisaveta Đanić · Olga Šikovec | 1:21.7 | TxecoslovàquiaLibuše Macounová · Alena Hiltscherová · Eva Kucmanová · Eva Lehocká | 1:22.3 |
| Salt d'alçada detalls     | Iolanda Balaş (ROM)                                                   | 1.76   | Olga Gere-Pulić (YUG)                                                           | 1.73   | Ilia Hans (FRG)                                                                   | 1.65   |
| Salt de llargada detalls  | Tatyana Shchelkanova (URS)                                            | 6.73   | Mary Rand (GBR)                                                                 | 6.53   | Heide Rosendahl (FRG)                                                             | 6.54   |
| Llançament de pes detalls | Margitta Gummel (GDR)                                                 | 17.30  | Tamara Press (URS)                                                              | 17.00  | Nadejda Txijova (URS)                                                             | 16.95  |

## Medaller
| Núm.  | País                           | Or | Argent | Bronze | Total |
| ----- | ------------------------------ | -- | ------ | ------ | ----- |
| 1     | República Federal Alemanya     | 5  | 5      | 7      | 17    |
| 2     | Unió Soviètica                 | 5  | 3      | 3      | 11    |
| 3     | Hongria                        | 3  | 0      | 1      | 4     |
| 4     | República Democràtica Alemanya | 2  | 4      | 0      | 6     |
| 5     | Regne Unit                     | 2  | 2      | 2      | 6     |
| 6     | Romania                        | 2  | 0      | 0      | 2     |
| 7     | Itàlia                         | 1  | 1      | 0      | 2     |
| 8     | Irlanda                        | 1  | 0      | 1      | 2     |
| 9     | Txecoslovàquia                 | 0  | 4      | 4      | 8     |
| 10    | Iugoslàvia                     | 0  | 2      | 0      | 2     |
| 11    | Suècia                         | 0  | 0      | 2      | 2     |
| Total |                                | 21 | 21     | 20     |       |